# Mubende (district)
Mubende is een district in Centraal-Oeganda. Het administratief centrum van het district bevindt zich in de gelijknamige plaats Mubende. Mubende telde in 2020 naar schatting 554.800 inwoners op een oppervlakte van 2711 km². Meer dan 75% van de bevolking woont op het platteland.
In 2018 werd het district Kasanda afgesplitst van Mubende. Naast Kasanda (dat opgedeeld is in drie divisies) telt het district nog een town council (Kasambya) en negen sub-county's.

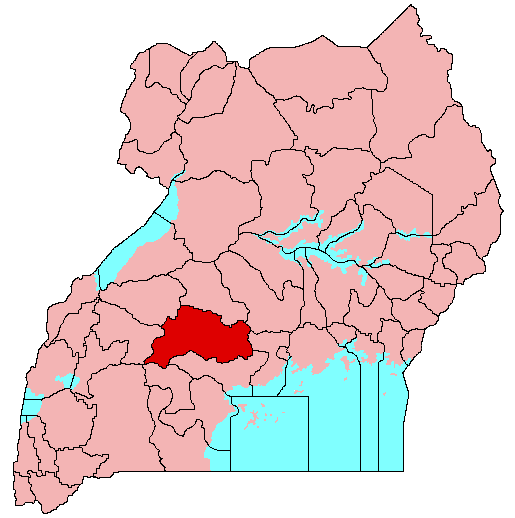
Het district voor het in 2018 werd opgesplitst